# ЦСК ВВС в сезоне 1995
В сезоне 1995 года ЦСК ВВС (Самара) стал вице-чемпионом России, проиграв «золотой матч».
К титулу команду привел тренерский дуэт Александра Соловьёва и Виталия Шашкова.
В список 33 лучших футболисток по итогам сезона 1995 были включены 7 игроков ЦСК ВВС. Светлана Петько четвёртый год подряд называется лучшим вратарем.
Светлана Петько (вратарь, № 1), Людмила Покотило (правый защитник № 3), Сауле Джарболова (левый защитник, № 2), Светлана Литвинова (центральный защитник — передний, № 3), Александра Светлицкая (левый полузащитник, № 1), Татьяна Егорова (центральный полузащитник, № 1) и Ирина Григорьева (центральный полузащитник — под нападающими, № 2).
ЦСК ВВС в чемпионатах России 784 дня не знал поражений — с мая 1993 года по июнь 1995 (30.06.1995 поражение от клуба «Энергия» (Воронеж).
Сразу 4 футболиста забили по 11 мячей в чемпионате: Ирина Григорьева, Татьяна Егорова, Надежда Марченко и Лариса Савина.

## Межсезонье
Кулистан Боташева, Ирина Григорьева и Татьяна Егорова выступали за немецкую команду «Турбине» из Потсдама (с января по май в 1994—1996 гг.). Чемпионат в Германии был по системе «осень-весна» и в летние месяцы девушки выступали за ЦСК ВВС. «Турбине» на тот момент выступала в региональной лиге и девушки были приглашены в единственную сильную команду ГДР для того, чтобы пробиться в Бундеслигу.
Предсезонную подготовку клуб проводил в Кисловодске, на базе ЦСК ВВС на Малом Седле. В апреле 1995 года экзаменовал дебютанта первой лиги — клуб КМВ (Пятигорск) — и трижды в течение недели победил: 3:0, 4:0 и 6:0.

## Изменения в составе
По сравнению с 1994 годом в составе клуба произошли следующие изменения:
- УШЛИ:
  - Сания Нсанбаева — завершила карьеру, в 1992—1994 гг. провела за «ЦСК ВВС» 59 матчей в ЧР, забила 1 мяч[7];
  - Дина Евдокимова — завершила карьеру;
  - Мария Мерзликина — в 1994 году провела за «ЦСК ВВС» 1 матч в ЧР, вернулась в Москву и завершила карьеру;
  - вратарь Наталья Подойницына вышла замуж и ушла в декрет[8];
- ПРИШЛИ:
  - вратарь Ирина Першина возвращена из аренды («Лада» Тольятти);
  - Галина Приходько и Людмила Покотило — чемпионки СССР 1990 года в составе «Нива» (Барышевка, Киевская область);
  - привлекались из «ЦСК ВВС-2» (молодёжная команда): Вера Батаева, Лилия Васильева и Наталья Филиппова.

## Результаты выступлений
| Дивизион                                      | Место | И  | В  | Н | П | РМ   | Бомбардир      |
| --------------------------------------------- | ----- | -- | -- | - | - | ---- | -------------- |
| Чемпионат России по футболу среди женщин 1995 |       |    |    |   |   |      |                |
| Высший дивизион                               | 1-2   | 22 | 20 | 1 | 1 | 85-7 | —17 Светлицкая |
| Дополн. матч за 1-е место                     |       | 1  | 0  | 0 | 1 | 1-2  | —1 Савина      |
| Кубок России по футболу среди женщин 1995     |       |    |    |   |   |      |                |
| Финал                                         | Финал | 5  | 4  | 0 | 1 | 13-6 | —4 Светлицкая  |

## Чемпионат России
| 2 мая 1995 1 тур ЧР | ЦСК ВВС              | 1:0   | Сибирячка (Красноярск-26) | Самара                                                              |
| | Егорова · Светлицкая | отчет |                           | Стадион: Металлург Зрителей: 1000 Судья: Виталий Кононов (Оренбург) |
| ЦСК ВВС: Петько, Боташева, Козельская, Литвинова, Дауренбекова, Марченко ( 46' Нуркенова), Джарболова, Григорьева, Светлицкая, Егорова , Савина · Сибирячка (Красноярск-26): Терещенко, Ерёмина, Коробицына , Богун, Горбачёва, Дикарева, Яковлева ( 88' Филютина), Кононова, Заренина, Кремлева ( 70'), Грабельникова |                      |       |                           |                                                                     |

| 6 мая 1995 2 тур ЧР | ЦСК ВВС                            | 4:0   | Чертаново-СКИФ (Москва) | Самара                                                             |
| | Егорова —2 · Марченко · Козельская | отчет |                         | Стадион: Металлург Зрителей: 100 Судья: Виталий Кононов (Оренбург) |
| ЦСК ВВС: Петько, Боташева ( 41' Примак), Марченко ( 77' Кузнецова), Литвинова, Дауренбекова ( 79' Мамаева), Коломиец ( 70' Козельская), Джарболова, Григорьева, Светлицкая, Егорова , Савина ( 27' Нуркенова, 79' Дорошева) · Чертаново-СКИФ (Москва): Фролова, Карасёва, Королёва, Капкова, Баркова , Фомина ( 75' Зинченко), Платонова ( 65' Панюшкина), Сотникова, Заика, Титкова, Лукина |                                    |       |                         |                                                                    |

| 17 мая 1995 3 тур ЧР | Волжанка (Чебоксары) | 0:1   | ЦСК ВВС  | Чебоксары                                                          |
| |                      | отчет | Марченко | Стадион: Центральный Зрителей: 600 Судья: Виктор Денисов (Саранск) |
| Волжанка (Чебоксары): Мяделко, Иванова ( 77'), Коньякова, Веселова, Ек.Егорова ( 83' Ефимова), Кукарцева, Ярайкина, Лисачёва ( 22'), Астафьева, Миненко, Ефремова · ЦСК ВВС: Петько, Боташева ( 30' Кузнецова) ( 63' Савина), Примак ( 70' Козельская), Литвинова, Дауренбекова, Коломиец, Джарболова, Григорьева, Светлицкая, Т. Егорова , Марченко |                      |       |          |                                                                    |

| 20 мая 1995 4 тур ЧР | Серп и Молот (Москва) | 0:4   | ЦСК ВВС                                         | Москва                                                             |
| |                       | отчет | Марченко · Дауренбекова · Нуркенова · Кузнецова | Стадион: Металлург Зрителей: 500 Судья: Николай Фролов (Раменское) |
| Серп и Молот (Москва): Паплевко, Голубева ( 46' Лавыгина), Феколкина ( 55' Поводова), Карташева, Авдонченко, Сотникова ( 46' Мигалина), Комарова, Ок.Кузнецова ( 65' Истомина), Цуркан, Уварова, Камнева ( 28') · ЦСК ВВС: Петько, Боташева ( 46' Примак), Марченко ( 65' Дорошева), Литвинова, Дауренбекова ( 46' Козельская), Коломиец, Джарболова, Григорьева, Светлицкая ( 68' Ол.Кузнецова), Егорова , Савина ( 46' Нуркенова) |                       |       |                                                 |                                                                    |

| 24 мая 1995 ⅛ финала КР | Сююмбике-Зилант | 0:3   | ЦСК ВВС                   | Зеленодольск        |
| |                 | отчет | -2 Светлицкая · Нуркенова | Стадион: Комсомолец |
| Сююмбике-Зилант: Степанова, Токсарова, Сизенева, Сапожникова, Сапожникова, Кузахметова, Осколок, Феоктистова ( 46' Хабибрахманова), Курицына , А.Григорьева, Сергеева, ( 46' Данилова) · ЦСК ВВС: Петько, Боташова, Марченко ( 65' Дорошева), Литвинова, Дауренбекова ( 71' Козельская), Коломиец, Джарболова, И.Григорьева, Светлицкая ( 65' Ольга Кузнецова), Егорова , Савина ( 54' Нуркенова) |                 |       |                           |                     |

| 23 июня 1995 ¼ финала КР                                                           | ЦСК ВВС | 3:0 (тп) | Снежана (Люберцы) | Самара |
|                                                                                    |         | отчет    |                   |        |
| Снежана (Люберцы): снялась с чемпионата (проведя 4 матча) и Кубка (проведя 1 матч) |         |          |                   |        |

| 27 июня 1995 5 тур ЧР | Чертаново-СКИФ (Москва) | 1:4   | ЦСК ВВС                                              | Москва                                                        |
| | Баркова                 | отчет | Григорьева · Коломиец · Светлицкая · пен.′ Приходько | Стадион: КМЗ Зрителей: 100 Судья: Александр Беликов (Ступино) |
| Чертаново-СКИФ (Москва): Магакян ( 15' Фролова), Карасёва, Королёва, Капкова, Баркова , Платонова, Сотникова, Заика ( 75' Кучер), Титкова, Лукина, Панюшкина · ЦСК ВВС: Петько ( 75' Першина), Боташева ( 55' Мамаева), Марченко ( 75' Нуркенова), Литвинова ( 78' Примак), Дауренбекова ( 46' Приходько), Коломиец ( 75' Козельская), Джарболова, Григорьева, Светлицкая ( 70' Кузнецова), Егорова, Савина |                         |       |                                                      |                                                               |

| 30 июня 1995 6 тур ЧР | Энергия (Воронеж) | 2:0   | ЦСК ВВС | Воронеж                                                                            |
| | Босикова —2       | отчет |         | Стадион: Центральный стадион профсоюзов Зрителей: 3000 Судья: Игорь Лукин (Москва) |
| Энергия (Воронеж): Свинухова, Дмитриенко,Чаверда, Гедройц, Костраба ( 65'), Босикова, Халимдарова ( 85' Денщик), Буракова, Сычева ( 79' Мазуренко), Барбашина, Верезубова · ЦСК ВВС: Петько, Боташева ( 75'), Марченко ( 57' Приходько), Литвинова, Дауренбекова, Коломиец, Джарболова, Григорьева, Светлицкая, Егорова, Савина ( 70' Примак) |                   |       |         |                                                                                    |

| 3 июля 1995 ½ финала КР | ЦСК ВВС                                            | 4:1   | Калужанка     | Самара             |
| | Егорова 42′ · Светлицкая 53′, 56′ · Григорьева 89′ | отчет | 3′ Гелбахиани | Стадион: Металлург |
| ЦСК ВВС: Петько, Марченко ( 60' Нуркенова), Мамаева ( 46' Примак), Литвинова, Дауренбекова, Коломиец, Джарболова, Григорьева, Светлицкая ( 58' Дорошева), Егорова ( 58' Приходько), Савина ( 71' Козельская) · Калужанка: Денисюк, Исаева, Назарова, Л.Кирилюк ( 46' Ульяновская), Старостина, Наумова, Нуйкина, Надь ( 62' Борщ), Гелбахиани, Летюшова, Н.Добычина |                                                    |       |               |                    |

| 6 июля 1995 7 тур ЧР | Лада (Тольятти) | 1:4   | ЦСК ВВС                                                        | Тольятти                                                       |
| | Коротаева       | отчет | Марченко · Джарболова · Светлицкая · пен.′ Савина · Светлицкая | Стадион: Торпедо Зрителей: 200 Судья: Виктор Япрынцев (Самара) |
| Лада (Тольятти): Морозова, Жихарева ( 55' Коротаева), Биктайрова, Ещенко ( 56' Головина), Мальчикова, Крецкая, Маслова, Осипова , Сергаева ( 60' Седакова, 75' Морозова), Рулева ( 52' Скотникова), Васильева ( 80' Сазонова) · ЦСК ВВС: Петько, Марченко ( 65' Нуркенова), Мамаева ( 67' Примак), Покотило ( 46' Козельская), Дауренбекова ( 65' Кузнецова), Коломиец, Джарболова, Григорьева, Светлицкая ( 70' Дорошева), Егорова, Савина ( 46' Приходько) |                 |       |                                                                |                                                                |

| 14 июля 1995 8 тур ЧР | ЦСК ВВС                                                                 | 7:0   | Сила (Санкт-Петербург) | Самара                                                               |
| | Григорьева —2 · Марченко · Дауренбекова · Светлицкая · Егорова · Савина | отчет |                        | Стадион: Металлург Зрителей: 1500 Судья: Евгений Рогачёв (Ярославль) |
| ЦСК ВВС: Петько ( 67' Першина), Боташева ( 64' Покотило), Примак ( 46' Дорошева), Марченко ( 60' Батаева), Дауренбекова, Коломиец ( 64' Нуркенова), Джарболова, Григорьева, Светлицкая, Егорова ( 67' Кузнецова), Савина ( 46' Васильева) · Сила (Санкт-Петербург): Васильева, Носова, Усцова, Кононова, Буткина, Малинникова, Рудакова, Прорвина, Саратова, Пушкина, Охрименко |                                                                         |       |                        |                                                                      |

| 16 июля 1995 9 тур ЧР | ЦСК ВВС                                                                          | 8:0   | МИСИ-Бина (Москва) | Самара                                                           |
| | Марченко —2 · Коломиец · Григорьева · Светлицкая · Савина · Дорошева · Нуркенова | отчет |                    | Стадион: Металлург Зрителей: 1000 Судья: Александр Балашов (Уфа) |
| ЦСК ВВС: Петько ( 46' Першина), Боташева ( 46' Покотило), Примак ( 46' Дорошева), Марченко ( 60' Васильева), Дауренбекова, Коломиец, Джарболова, Григорьева ( 70' Батаева), Светлицкая, Егорова ( 70' Кузнецова), Савина ( 46' Нуркенова) · МИСИ-Бина (Москва): Бунос, Шилклопер, Цыганова, Сарапина, Пугачева ( 46' Борзых), Сёмина ( 70' Осетрова), Литвиненко, Мороз, Богомолова, Коннова, Зайцева |                                                                                  |       |                    |                                                                  |

| 19 июля 1995 10 тур ЧР | ЦСК ВВС                                                         | 6:1   | Калужанка (Калуга) | Самара                                                             |
| | Светлицкая пен.′ · Марченко · Коломиец · Григорьева · Нуркенова | отчет | Наумова            | Стадион: Металлург Зрителей: 1000 Судья: Валерий Ахумян (Балашиха) |
| ЦСК ВВС: Петько, Боташева ( 46' Покотило), Марченко ( 70' Примак), Литвинова ( 46' Мамаева), Дауренбекова ( 65' Дорошева), Коломиец, Джарболова, Григорьева, Светлицкая, Егорова, Савина ( 30' Нуркенова) · Калужанка (Калуга): Денисюк, Гелбахиани, Исаева, Л.Кирилюк ( 46' Н.Добычина, 85' Борщ), Старостина, Наумова, Нуйкина , Надь, Назарова, Летюшова, Ульяновская |                                                                 |       |                    |                                                                    |

| 25 июля 1995 11 тур ЧР | Сибирячка (Красноярск-26) | 1:1   | ЦСК ВВС    | Красноярск-26                                              |
| | Кононова                  | отчет | Григорьева | Стадион: Труд Зрителей: 1000 Судья: Анатолий Горнак (Омск) |
| Сибирячка (Красноярск-26): Левчук, Ерёмина ( 85' Яковлева), Коробицына , Богун, Горбачёва, Дикарева, Мишанская ( 88' Филютина), Кононова, Заренина, Кремлева ( 85' Грабельникова), Сидорова · ЦСК ВВС: Петько, Боташева, Марченко ( 65' Примак), Литвинова, Дауренбекова, Коломиец ( 80' Кузнецова), Джарболова, Григорьева, Светлицкая, Егорова, Савина |                           |       |            |                                                            |

| 2 августа 1995 12 тур ЧР | ЦСК ВВС | 10:0  | КДС-Идель (Уфа) | Самара                                                          |
| | Савина 9′, 17′, 53′, 69′ · Светлицкая 17′, 56′ · Егорова 23′ · Григорьева 36′ · Джарболова 64′ · Примак 84′ | отчет |                 | Стадион: Металлург Зрителей: 1500 Судья: Павел Сесекин (Москва) |
| ЦСК ВВС: Петько ( 54' Першина), Боташева ( 71' Примак), Дорошева ( 67' Марченко), Литвинова, Дауренбекова, Коломиец ( 54' Нуркенова), Джарболова, Григорьева ( 59' Покотило), Светлицкая ( 67' Кузнецова), Егорова ( 46' Приходько), Л.Савина · КДС-Идель (Уфа): Рахматуллина, Кривоногова, Ракова, Кугубаева, Смирнова ( 46' Н.Савина), Белякова, Рафикова, Осипова, Широглазова, Зуева, Исламуратова ( 46' Ханова) | |       |                 |                                                                 |

| 5 августа 1995 13 тур ЧР | ЦСК ВВС                                                                   | 10:0  | Сююмбике-Зилант (Зеленодольск) | Самара                                                       |
| | Григорьева —3 · Дорошева —2 · Егорова —2 · Коломиец · Джарболова · Савина | отчет |                                | Стадион: Металлург Зрителей: 1500 Судья: Тагир Мамлеев (Уфа) |
| ЦСК ВВС: Петько ( 62' Першина), Боташева ( 48' Покотило), Дорошева, Литвинова ( 55' Нуркенова), Дауренбекова, Коломиец, Джарболова ( 62'Примак), И.Григорьева, Светлицкая, Егорова ( 55' Кузнецова), Савина ( 46' Марченко) · Сююмбике-Зилант (Зеленодольск): Степанова, Токсарова, А.Григорьева, Осколок, Хабибрахманова, Иванова, Феоктистова, Сапожникова, Курицына , Сизенева, Сергеева |                                                                           |       |                                |                                                              |

| 8 августа 1995 ½ финала КР | Калужанка | 0:3   | ЦСК ВВС             | Калуга               |
| |           | отчет | 3′, 66′, 75′ Савина | Стадион: Центральный |
| Калужанка: Денисюк, Назарова, Рыжкова ( 69' Ульяновская), Исаева, Старостина, Наумова, Нуйкина, Надь, Гелбахиани, Летюшова, Н.Добычина · ЦСК ВВС: Петько ( 77' Першина), Боташева ( 56' Покотило), Марченко, Литвинова ( 73' Дорошева), Дауренбекова ( 78' Примак), Коломиец ( 60' Нуркенова), Джарболова, Григорьева, Светлицкая, Егорова , Савина |           |       |                     |                      |

| 18 августа 1995 Финал КР | Энергия                                 | 4:1   | ЦСК ВВС        | Воронеж                                                |
| | Босикова 13′, 17′ · Верезубова 45′, 70′ | отчет | 50′ Григорьева | Стадион: Центральный стадион профсоюзов Зрителей: 1000 |
| Энергия: Свинухова, Дмитриенко, Чаверда, Гедройц, Костраба, Босикова, Халимдарова ( 86' Журавлёва), Буракова, Ольга Сычёва ( 65' Мазуренко), Барбашина ( 81' Денщик), Верезубова · ЦСК ВВС: Петько, Марченко ( 76' Дорошева), Приходько ( 67' Покотило), Литвинова ( 46' Филиппова), Дауренбекова, Коломиец, Джарболова, Григорьева, Светлицкая, Егорова , Савина |                                         |       |                |                                                        |

| 21 августа 1995 14 тур ЧР | ЦСК ВВС                | 2:0   | Волжанка (Чебоксары) | Самара                                                            |
| | Приходько · Джарболова | отчет |                      | Стадион: Металлург Зрителей: 1000 Судья: Валерий Бутенко (Москва) |
| ЦСК ВВС: Петько, Марченко ( 76' Дорошева), Приходько, Покотило ( 78' Боташева), Дауренбекова, Коломиец ( 73' Козельская), Джарболова, Григорьева, Светлицкая, Егорова , Савина ( 46' Литвинова) · Волжанка (Чебоксары): Мяделко, Иванова, Коньякова, Веселова, Геворкян ( 85' Ефимова), Кукарцева ( 70' Миненко), Ефремова, Григорян ( 60' Арутюнян), Лисачёва , Астафьева, Ярайкина |                        |       |                      |                                                                   |

| 24 августа 1995 15 тур ЧР | ЦСК ВВС          | 1:0   | Серп и Молот (Москва) | Самара                                                            |
| | Светлицкая пен.′ | отчет |                       | Стадион: Металлург Зрителей: 500 Судья: Владимир Леденев (Липецк) |
| ЦСК ВВС: Петько, Марченко ( 68' Савина), Мамаева, Приходько ( 46' Литвинова), Дауренбекова, Коломиец, Джарболова, Григорьева, Светлицкая, Егорова , Покотило ( 68' Боташева) · Серп и Молот (Москва): Феколкина, Голубева, Поводова, Карташева, Авдонченко, Пименова, Комарова, Кузнецова, Истомина, Уварова, Кудла |                  |       |                       |                                                                   |

| 4 сентября 1995 16 тур ЧР | Сила (Санкт-Петербург) | 0:5   | ЦСК ВВС                                        | Санкт-Петербург                                          |
| |                        | отчет | —2 Литвинова · Джарболова · Егорова · Марченко | Стадион: Искра Зрителей: 400 Судья: Юрий Аникин (Москва) |
| Сила (Санкт-Петербург): Васильева, Прорвина, Усцова, Кононова, Буткина, Носова, Рудакова, Малинникова, Саратова, Пушкина, Охрименко ( 85' Мельникова) · ЦСК ВВС: Петько, Приходько ( 46' Дорошева), Мамаева ( 46' Примак), Литвинова, Дауренбекова ( 46' Боташева), Коломиец, Джарболова ( 46' Григорьева), Покотило, Светлицкая, Егорова ( 46' Марченко), Нуркенова ( 46' Савина) |                        |       |                                                |                                                          |

| 11 сентября 1995 17 тур ЧР | ЦСК ВВС       | 2:0   | Энергия (Воронеж) | Самара                                                           |
| | Светлицкая —2 | отчет |                   | Стадион: Металлург Зрителей: 2000 Судья: Юрий Вергопуло (Москва) |
| ЦСК ВВС: Петько, Марченко ( 17' Нуркенова, 85' Дорошева), Приходько, Литвинова, Дауренбекова, Покотило ( 87' Боташева), Джарболова, Григорьева ( 71'), Светлицкая, Егорова , Савина ( 59' Мамаева ( 66')) · Энергия (Воронеж): Свинухова, Дмитриенко ( 17'), Чаверда, Гедройц, Костраба , Босикова, Халимдарова ( 81' Денщик), Буракова, Сычева ( 75' Мазуренко), Барбашина, Верезубова |               |       |                   |                                                                  |

| 22 сентября 1995 Финал КР | ЦСК ВВС                    | 2:1   | Энергия      | Самара                            |
| | Марченко 12′ · Егорова 54′ | отчет | 89′ Босикова | Стадион: Металлург Зрителей: 1000 |
| ЦСК ВВС: Петько, Марченко ( 53' Нуркенова), Приходько, Литвинова, Дауренбекова, Покотило, Джарболова, Григорьева, Светлицкая, Егорова , Савина ( 58' Мамаева) · Энергия: Свинухова, Босикова, Чаверда(), Гедройц, Денщик, Костраба, Халимдарова, Буракова, Мазуренко, Барбашина , Верезубова |                            |       |              |                                   |

| 8 октября 1995 18 тур ЧР | ЦСК ВВС                                   | 5:1   | Лада (Тольятти) | Самара                                                           |
| | Светлицкая —2 пен.′ · Литвинова · Егорова | отчет | Сергаева        | Стадион: Металлург Зрителей: 500 Судья: Виктор Япрынцев (Самара) |
| ЦСК ВВС: Петько, Боташева, Марченко ( 46' Джарболова), Литвинова, Покотило ( 71' Филиппова), Нуркенова ( 71' Дорошева), Примак, Григорьева, Светлицкая, Егорова , Савина ( 59' Козельская) · Лада (Тольятти): Крецкая ( 52' Макаренко), Мальчикова, Скотникова ( 56' Рулева, 81' Сазонова), Попова ( 54'), Биктайрова, Ещенко, Сергаева, Осипова ( 75' Морозова), Жихарева, Васильева ( 78' Коротаева), Седакова ( 65' Головина) |                                           |       |                 |                                                                  |

| 19 октября 1995 19 тур ЧР | МИСИ-Бина (Москва) | 0:1   | ЦСК ВВС | Москва                                                    |
| |                    | отчет | Савина  | Стадион: Луч Зрителей: 50 Судья: Валерий Бутенко (Москва) |
| МИСИ-Бина (Москва): Бунос, Шилклопер, Цыганова, Зайцева, Пугачева ( 50' Борзых), Сёмина, Литвиненко, Мороз, Коннова, Богомолова, Микрюкова ( 65' Осетрова) · ЦСК ВВС: Петько, Боташева, Приходько ( 70' Козельская), Литвинова, Покотило, Марченко ( 46' Нуркенова 46'), Джарболова, Григорьева, Светлицкая, Егорова, Савина |                    |       |         |                                                           |

| 22 октября 1995 20 тур ЧР | Калужанка (Калуга) | 0:3   | ЦСК ВВС                                   | Калуга                                                                |
| |                    | отчет | 10′ Егорова · 69′ Светлицкая · 79′ Савина | Стадион: Центральный Зрителей: 1000 Судья: Владимир Гамеев (Протвино) |
| Калужанка (Калуга): Борщ, Надь, Цуркан, Швецова ( 85'), Павленко, Рыжкова ( 75' Наумова), Старостина, Гелбахиани, Летюшова, Нуйкина ( 80' Исаева), Н.Добычина · ЦСК ВВС: Петько, Боташева, Приходько ( 81' Козельская), Литвинова, Покотило, Марченко ( 30' Нуркенова), Джарболова, Григорьева, Светлицкая, Егорова , Савина |                    |       |                                           |                                                                       |

| 27 октября 1995 21 тур ЧР | КДС-Идель (Уфа) | 0:3   | ЦСК ВВС                         | Уфа                                                               |
| |                 | отчет | Егорова · Марченко · Светлицкая | Стадион: Нефтяник Зрителей: 200 Судья: Виталий Кононов (Оренбург) |
| КДС-Идель (Уфа): Н.Савина, Талызенко, Кириллова, Кугубаева , Кривоногова, Белякова ( 70' Исламуратова), Чернова ( 86' Ханова), Дроздова ( 46' Рафикова), Широглазова ( 82' Рахматуллина), Зуева, Рашитова · ЦСК ВВС: Петько, Боташева, Литвинова, Покотило ( 46' Дауренбекова), Марченко ( 46' Нуркенова), Козельская, Джарболова ( 69' Дорошева), Григорьева, Светлицкая, Егорова , Савина ( 46' Примак) |                 |       |                                 |                                                                   |

| 30 октября 1995 22 тур ЧР | Сююмбике-Зилант (Зеленодольск) | 0:3   | ЦСК ВВС                                         | Зеленодольск                                                       |
| |                                | отчет | Григорьева · Марченко · Светлицкая · Светлицкая | Стадион: Комсомолец Зрителей: 200 Судья: Валерий Ахумян (Балашиха) |
| Сююмбике-Зилант (Зеленодольск): Степанова, Винокурова ( 46' Гордеева), Култымова ( 46' Хабибрахманова), Осколок, Токсарова, А.Григорьева, Феоктистова, Сапожникова, Курицына , Сизинева, Сергеева · ЦСК ВВС: Петько, Боташева ( 46' Примак), Литвинова, Покотило, Марченко ( 46' Нуркенова), Джарболова ( 46' Козельская), И.Григорьева, Светлицкая, Егорова , Дауренбекова ( 77' Филиппова), Приходько ( 73' Дорошева) |                                |       |                                                 |                                                                    |

| 13 ноября 1995 Золотой матч ЧР | Энергия (Воронеж)    | 2:1   | ЦСК ВВС | Краснодар                                                        |
| | Буракова · Барбашина | отчет | Савина  | Стадион: Кубань Зрителей: 3000 Судья: Юрий Чеботарёв (Краснодар) |
| Энергия (Воронеж): Свинухова, Дмитриенко, Чаверда ( 16' Сычева), Гедройц, Костраба ( 67'), Мазуренко, Халимдарова, Буракова ( 54'), Босикова ( 60'), Барбашина, Верезубова · ЦСК ВВС: Петько, Марченко ( 34' Нуркенова, 62' Козельская), Покотило, Литвинова, Дауренбекова, Приходько, Джарболова, Григорьева, Светлицкая, Егорова ( 72'), Савина |                      |       |         |                                                                  |

## Кубок России
Игры
| 24 мая 1995 ⅛ финала | Сююмбике-Зилант | 0:3   | ЦСК ВВС                   | Зеленодольск |
| |                 | отчет | -2 Светлицкая · Нуркенова |              |
| Сююмбике-Зилант: Степанова, Токсарова, Сизенева, Сапожникова, Станиславова, Кузахметова, Осколок, Феоктистова ( 46' Хабибрахманова), Курицына, А. Григорьева, Сергеева, ( 46' Данилова) · ЦСК ВВС: Петько , Боташова, Марченко ( 65' Дорошева), Литвинова, Дауренбекова ( 71' Козельская), Коломиец, Джарболова, И. Григорьева, Светлицкая ( 65' Ольга Кузнецова), Егорова, Савина ( 54' Нуркенова) |                 |       |                           |              |

| 03 июля 1995 ½ финала | ЦСК ВВС                                            | 4:1   | Калужанка     | Самара             |
| | 42′ Егорова · 53′, 56′ Светлицкая · 89′ Григорьева | отчет | 3′ Гелбахиани | Стадион: Металлург |
| ЦСК ВВС: Петько , Марченко ( 60' Нуркенова), Мамаева ( 46' Примак), Литвинова, Дауренбекова, Коломиец, Джарболова, Григорьева, Светлицкая ( 58' Дорошева), Егорова ( 58' Приходько), Савина ( 71' Козельская) · Калужанка: Денисюк, Исаева, Назарова, Л.Кирилюк ( 46' Ульяновская), Старостина, Наумова, Нуйкина, Надь ( 62' Борщ), Гелбахиани, Летюшова, Н.Добычина |                                                    |       |               |                    |

| 08 августа 1995 ½ финала | Калужанка | 0:3   | ЦСК ВВС             | Калуга               |
| |           | отчет | 3′, 66′, 75′ Савина | Стадион: Центральный |
| Калужанка: Денисюк, Назарова, Рыжкова ( 69' Ульяновская), Исаева, Старостина, Наумова, Нуйкина, Надь, Гелбахиани, Летюшова, Н.Добычина · ЦСК ВВС: Петько ( 77' Першина), Боташева ( 56' Покотило), Марченко, Литвинова ( 73' Дорошева), Дауренбекова ( 78' Примак), Коломиец ( 60' Нуркенова), Джарболова, Григорьева, Светлицкая , Егорова, Савина |           |       |                     |                      |

| 18 августа 1995 Финал | Энергия                                 | 4:1   | ЦСК ВВС        | Воронеж                                                |
| | 13′, 17′ Босикова · 45′, 70′ Верезубова | отчет | 50′ Григорьева | Стадион: Центральный стадион профсоюзов Зрителей: 1000 |
| Энергия: Свинухова, Дмитриенко, Чаверда, Гедройц, Костраба, Босикова, Халимдарова ( 86' Журавлёва), Буракова, Ольга Сычёва ( 65' Мазуренко), Барбашина ( 81' Денщик), Верезубова · ЦСК ВВС: Петько , Марченко ( 76' Дорошева), Приходько ( 67' Покотило), Литвинова ( 46' Филиппова), Дауренбекова, Коломиец, Джарболова, Григорьева, Светлицкая, Егорова, Савина |                                         |       |                |                                                        |

| 22 сентября 1995 Финал | ЦСК ВВС                    | 2:1   | Энергия      | Самара                            |
| | 12′ Марченко · 54′ Егорова | отчет | 89′ Босикова | Стадион: Металлург Зрителей: 1000 |
| ЦСК ВВС: Петько , Марченко ( 53' Нуркенова), Приходько, Литвинова, Дауренбекова, Покотило, Джарболова, Григорьева, Светлицкая, Егорова, Савина ( 58' Мамаева) · Энергия: Свинухова, Босикова, Чаверда(), Гедройц, Денщик, Костраба, Халимдарова, Буракова, Мазуренко, Барбашина , Верезубова |                            |       |              |                                   |

## Игроки ЦСК ВВС
| №.             | Нац.         | Позиция | Игрок                  | Всего   | Всего   | Чемпионат России | Чемпионат России | Кубок России | Кубок России | Сборная России | Сборная России |
| №.             | Нац.         | Позиция | Игрок                  | Игры    | Голы    | Игры             | Голы             | Игры         | Голы         | Игры           | Голы           |
| вратари        | вратари      | вратари | вратари                | вратари | вратари | вратари          | вратари          | вратари      | вратари      | вратари        | вратари        |
| -------------- | ------------ | ------- | ---------------------- | ------- | ------- | ---------------- | ---------------- | ------------ | ------------ | -------------- | -------------- |
| 1              | Флаг России  | Вр      | Светлана Петько        | 37      | -20     | 23               | -7               | 5            | -5           | 9              | -8             |
| 16             | Флаг России  | Вр      | Ирина Першина          | 6       | 0       | 5                | 0                | 1            | 0            | 0              | 0              |
| полевые игроки |              |         |                        |         |         |                  |                  |              |              |                |                |
| 2              | Флаг России  | Защ     | Кулистан Боташева      | 23      | 0       | 21               | 0                | 2            | 0            | 0              | 0              |
| 3              | Флаг России  | ПЗ      | Марина Мамаева         | 9       | 0       | 7                | 0                | 2            | 0            | 0              | 0              |
| (3)            | Флаг России  | ПЗ      | Лилия Васильева        | 2       | 0       | 2                | 0                | 0            | 0            | 0              | 0              |
| 4              | Флаг России  | ПЗ      | Светлана Литвинова     | 25      | 3       | 20               | 3                | 5            | 0            | 0              | 0              |
| 5              | Флаг России  | Защ     | Орынбасар Дауренбекова | 26      | 2       | 20               | 2                | 5            | 0            | 1              | 0              |
| 6              | Флаг России  | ПЗ      | Марина Коломиец        | 21      | 4       | 15               | 4                | 4            | 0            | 2              | 0              |
| 7              | Флаг России  | ПЗ      | Сауле Джарболова       | 30      | 5       | 23               | 5                | 5            | 0            | 2              | 0              |
| 8              | Флаг России  | ПЗ      | Ирина Григорьева       | 32      | 13      | 23               | 11               | 5            | 2            | 4              | 0              |
| 9              | Флаг России  | Нап     | Александра Светлицкая  | 36      | 24      | 23               | 18               | 5            | 4            | 8              | 2              |
| 10             | Флаг России  | ПЗ      | Татьяна Егорова        | 30      | 13      | 23               | 11               | 4            | 2            | 3              | 0              |
| 11             | Флаг России  | Нап     | Лариса Савина          | 32      | 16      | 22               | 11               | 5            | 3            | 5              | 2              |
| (11)           | Флаг России  | Нап     | Наталья Филиппова      | 3       | 0       | 2                | 0                | 1            | 0            | 0              | 0              |
| 12             | Флаг России  | Нап     | Надежда Марченко       | 27      | 12      | 22               | 11               | 5            | 1            | 0              | 0              |
| 13             | Флаг России  | ПЗ      | Наталья Дорошева       | 18      | 3       | 14               | 3                | 4            | 0            | 0              | 0              |
| (13)           | Флаг Украины | ПЗ      | Галина Приходько       | 16      | 2       | 13               | 2                | 3            | 0            | 0              | 0              |
| 14             | Флаг России  | ПЗ      | Разия Нуркенова        | 22      | 4       | 18               | 3                | 4            | 1            | 0              | 0              |
| 15             | Флаг России  | ПЗ      | Ольга Кузнецова        | 11      | 1       | 10               | 1                | 1            | 0            | 0              | 0              |
| 17             | Флаг России  | ПЗ      | Марина Примак          | 18      | 1       | 16               | 1                | 2            | 0            | 0              | 0              |
| 18             | Флаг Украины | ПЗ      | Людмила Покотило       | 19      | 0       | 16               | 0                | 3            | 0            | 0              | 0              |
| (18)           | Флаг России  | ПЗ      | Вера Батаева           | 2       | 0       | 2                | 0                | 0            | 0            | 0              | 0              |
| (18)           | Флаг России  | ПЗ      | Елена Козельская       | 15      | 1       | 13               | 1                | 2            | 0            | 0              | 0              |